# Juuso Riikola
Juuso Riikola (* 9. November 1993 in Joensuu) ist ein finnischer Eishockeyspieler, der seit der Saison 2023/24 bei den SCL Tigers aus der Schweizer National League (NL) unter Vertrag steht und dort auf der Position des Verteidigers spielt. Sein ein Jahr älterer Bruder Simo-Pekka ist ebenfalls professioneller Eishockeyspieler.

## Karriere
Riikola erlernte das Eishockeyspielen in der Nachwuchsabteilung von Saimaan Pallo aus Lappeenranta. Dort spielte der Verteidiger bis zum Ende der Saison 2008/09, ehe er im C-Junioren-Alter zu Kalevan Pallo aus Kuopio wechselte. Dort durchlief der Abwehrspieler weiter die Jugendabteilung bis hin zu den A-Junioren. Bei diesen avancierte der damals 16-Jährige bereits in der Saison 2010/11 zum Stammspieler. Im Verlauf der Spielzeit 2012/13 debütierte Riikola erstmals in der Profimannschaft, die in der SM-liiga, der höchsten Spielklasse des Landes, beheimatet war. Ab dem folgenden Spieljahr gehörte das Nachwuchstalent zum Stammpersonal und spielte bis zum Ende der Saison 2017/18 für das Team. Seinen bis dato größten Erfolg feierte er mit dem Gewinn der Vizemeisterschaft im Frühjahr 2017.
Nach der Spielzeit 2017/18 unterzeichnete Riikola im April 2018 zunächst einen Vertrag bei KalPas Ligakonkurrenten Rauman Lukko für die bevorstehende Saison. Dieser wurde jedoch nur einen Monat später wieder aufgelöst, da die Pittsburgh Penguins aus der National Hockey League dem Defensivspieler einen Einjahresvertrag für die Saison 2018/19 angeboten hatten. Riikola wechselte daraufhin zur Saison 2018/19 nach Nordamerika und debütierte im Oktober 2018 für die Penguins in der NHL. Dort etablierte er sich prompt in deren NHL-Aufgebot, verlor diesen Stammplatz allerdings in der Saison 2021/22 wieder, sodass er überwiegend bei den Wilkes-Barre/Scranton Penguins in der American Hockey League (AHL) zum Einsatz kommt.
Nach vier Jahren in Nordamerika entschloss sich Riikola zu einer Rückkehr nach Europa und wechselte im Mai 2022 zum IK Oskarshamn in die Svenska Hockeyligan (SHL). Für die folgende Saison wechselte der Finne zum Schweizer Nationalligisten SCL Tigers.

### International
Für sein Heimatland stand Riikola im Juniorenbereich bei der U20-Junioren-Weltmeisterschaft 2013 im russischen Ufa für die finnische U20-Nationalmannschaft auf dem Eis. Dabei kam er in sechs Turnierspielen zum Einsatz und erreichte mit dem Team den siebten Rang. Für die finnische A-Nationalmannschaft debütierte der Verteidiger im Rahmen der Euro Hockey Tour 2017/18. Bei der Weltmeisterschaft 2018 in Dänemark nahm er erstmals an einem großen internationalen Turnier teil. Die finnische Mannschaft erreichte bei der Weltmeisterschaft den fünften Gesamtrang.

## Erfolge und Auszeichnungen
- 2017 Finnischer Vizemeister mit Kalevan Pallo

## Karrierestatistik
Stand: Ende der Saison 2024/25

### International
Vertrat Finnland bei:
- U20-Junioren-Weltmeisterschaft 2013
- Weltmeisterschaft 2018
- Weltmeisterschaft 2024

(Legende zur Spielerstatistik: Sp oder GP = absolvierte Spiele; T oder G = erzielte Tore; V oder A = erzielte Assists; Pkt oder Pts = erzielte Scorerpunkte; SM oder PIM = erhaltene Strafminuten; +/− = Plus/Minus-Bilanz; PP = erzielte Überzahltore; SH = erzielte Unterzahltore; GW = erzielte Siegtore; 1 Play-downs/Relegation; Kursiv: Statistik nicht vollständig)